# Karim El-Maouhab
Karim El-Maouhab, parfois orthographié El Mahouab, né le 18 octobre 1966, est un ancien handballeur algérien évoluant au poste de gardien de but. Il était le porte-drapeau de l'Algérie aux Jeux olympiques d'été de 1996.
Reconverti entraîneur, il a notamment été responsable de l'US Saintes, du Belfort aire urbaine handball, du El Makarem de Mahdia ou encore du Handball Club des Volcans...

## Biographie
Né le 18 octobre 1966, Karim El-Maouhab s'est intéressé dès ses 14 ans à pratiquer le handball. Après une année passée au club de la Banque nationale algérienne (BNA), il a rejoint le MC Alger en 1981. Sérieux durant les entraînements, El Maouhab ne ménage aucun effort pour progresser rapidement. 
Des efforts qui ont fini par payer avant le Championnat d'Afrique 1985 : sélectionné parmi les seniors par Mohamed Aziz Derouaz en étant encore junior, il a réussi tout de même à vite s’imposer comme titulaire malgré la présence  de grosses pointures dans son poste telles que Mohamed Machou, Mourad Boussebt et Kamel Ouchia. Il devient alors champion d’Afrique et conserve ce titre en 1987. Il ne sera en revanche pas dans la liste des Jeux olympiques 88 de Séoul. 
Dès 1993, El Maouhab a commencé une aventure à l’étranger. Durant une saison, il a défendu les couleurs du club tunisien El Makarem de Mahdia avec qui il a remporté le Championnat. Au championnat du monde 1995, il contribue à la qualification de l’Algérie en huitièmes de finale. Une année après, il est le porte-drapeau de l'Algérie aux Jeux olympiques d'été de 1996 et termine à la dixième place. Juste après, il a rejoint son coéquipier en équipe nationale Salim Nedjel au club espagnol du CB Cangas qui évolue en division une espagnole. De l’Espagne, il a choisi d’atterrir en France pour jouer jusqu’à la fin de sa carrière en 2001 avec le club US Saintes. En 2001, il prend aussi sa retraite internationale à l’occasion du mondial en France.
Il reste alors à Saintes comme entraîneur jusqu'en jusqu'en novembre 2004. En 2005, il rejoint le Belfort aire urbaine handball en Division 2 mais ne peut empêcher le club d'être relégué en N1 en 2006. En 2007, il prend la direction de l'AS Monaco où il reste jusqu'en 2010, année où il retrouve l'El Makarem de Mahdia. En 2012, il retourne en France au Val de Gray Handball avant de rejoindre l'Auvergne, entraînant successivement Handball Club des Volcans (Aurillac, 2013-2015), l'EDS Montluçon (2015-2017) et Cournon d'Auvergne (2018-2019). 
Il est ensuite Coordinateur Technique au Dijon Métropole Handball, où il est également entraineur du Centre de Formation et formateur des jeunes gardiens de but.

## Palmarès

### En club
sauf précision, le palmarès est obtenu avec le MC Alger.
Compétitions internationales
- Coupe d'Afrique des vainqueurs de Coupe
  - Vainqueur (3) : 1988, 1991, 1992
  - Finaliste (2) : 1989, 1990
- Championnat arabe des clubs champions
  - Vainqueur (2) : 1989, 1991
  - Finaliste (1) : 1993
- Finaliste de la Coupe d'Afrique des clubs champions (1) : 1985

Compétitions nationales
- Vainqueur du Championnat d'Algérie (6) : 1987, 1988, 1989, 1991, 1992
- Vainqueur de la Coupe d'Algérie (5) : 1987, 1989, 1990, 1991, 1993
- Vainqueur du Championnat de Tunisie (1) : 1994 (avec El Makarem de Mahdia)
- Finaliste de la Coupe de Tunisie (1) : 1995 (avec El Makarem de Mahdia)

### Enéquipe nationale
Jeux olympiques
- 10e place aux Jeux olympiques de 1996

Championnats du monde
- 16e au Championnat du monde 1990 ( Tchécoslovaquie)
- 16e au championnat du monde 1995 ( Islande)
- 17e au championnat du monde 1997 ( Japon)
- 13e au championnat du monde 2001 ( France)

Championnats d'Afrique
- Vainqueur du Championnat d'Afrique 1985 en Angola
- Vainqueur du Championnat d'Afrique 1987 au Maroc
- Finaliste du Championnat d'Afrique 1991 en Égypte
- Finaliste du Championnat d'Afrique 1994 de Tunisie
- Troisième du Championnat d'Afrique 1992 de Côte d'Ivoire

Jeux méditerranéens
- 5eaux Jeux méditerranéens de 1991